# Kundewo
Kundewo (bułg. Кундево) – wieś w Bułgarii, w obwodzie Smolan, w gminie Nedelino. Według danych szacunkowych Ujednoliconego Systemu Ewidencji Ludności oraz Usług Administracyjnych dla Ludności, 15 grudnia 2018 roku miejscowość liczyła 157 mieszkańców.